# Pseudemydura umbrina
Genre
Espèce
Synonymes
- Emydura inspectata Glauert, 1954

Statut de conservation UICN

 CR A1c, B1+2c, C1+2b, D : 
En danger critique
Statut CITES
Pseudemydura umbrina, unique représentant du genre Pseudemydura, est une espèce de tortues de la famille des Chelidae.
Elle est parfois considérée comme étant également l'unique représentant de la sous-famille des Pseudemydurinae.

## Répartition
Cette espèce est endémique d'Australie-Occidentale. Elle se rencontre dans la région de Perth.

## Publication originale
- Siebenrock, 1901 : Beschreibung einer neuen Schildkrötengattung aus der Familie Chelydidae von Australien: Pseudemydura. Sitzungsberichte der Akademie der Wissenschaften Wien, Mathematisch-naturwissenschaftliche Klasse, vol. 1901, p. 248-250.